# Stellaria wallichiana
Stellaria wallichiana är en nejlikväxtart som beskrevs av Henry Haselfoot Haines. Stellaria wallichiana ingår i släktet stjärnblommor, och familjen nejlikväxter. Inga underarter finns listade i Catalogue of Life.